# Sphenoptera chembae
Sphenoptera chembae es una especie de escarabajo del género Sphenoptera, familia Buprestidae. Fue descrita científicamente por Théry en 1934.

## Distribución
Habita en la región afrotropical.